# 緩衝電路
緩衝電路（Snubber）是電力系統的一種電路，透過电磁感应來吸收因為电流的突然中斷時，電流開關裝置基於法拉第电磁感应定律所產生的驟升電壓。這種突然出現的電壓變化，在其他類型的電路可能是電磁干擾（EMI，來自英語的縮寫）的來源。當這種產生於電力裝置兩端的感應電壓超出了電力裝置所預期的承受能力，可能會令電力裝置損壞、甚或毀壞。緩衝電路可為電力裝置提供一條替代電路，使感應電壓產生時，能夠把電流分流，從而達到保護電力裝置的目的。感應電力的產生有時可能是無意的，例如經由被繞成圈的電源線產生。